# Lillian Hall-Davis
Pour les articles homonymes, voir Hall et Davis.
Lillian Hall-Davis, née le 23 juin 1898 à Mile End à Londres et morte le 25 octobre 1933 à Golders Green dans la même ville, est une actrice britannique de la période du cinéma muet. Elle a notamment tourné avec Alfred Hitchcock.

## Biographie
Lillian Hall-Davis a participé à quarante-trois films entre 1917 et 1931. Elle a été dirigée notamment par Graham Cutts, René Clair, Alfred Hitchcock (dans deux films muets). Elle a tourné principalement au Royaume-Uni mais aussi en Italie, en France et en Allemagne. Sa carrière a décliné avec l’arrivée du cinéma parlant.
Atteinte de dépression, elle se suicide le 25 octobre 1933 à l’âge de 35 ans à son domicile londonien.

## Filmographie
- 1917 : La P'tite du sixième de René Hervil et Louis Mercanton
- 1918 : The Admirable Crichton  de G.B. Samuelson
- 1918 : The Better 'ole ou The Romance of Old Bill de George Pearson
- 1920 : Ernest Maltravers de Jack Denton
- 1920 : The Honeypot de Fred LeRoy Granville
- 1921 : Love Maggy de Fred LeRoy Granville
- 1922 : The Wonderful Story de Graham Cutts
- 1922 : The Faithful Heart de Fred Paul
- 1922 : Brown Sugar de Fred Paul
- 1922 : Stable Companions d'Albert Ward
- 1922 : The Game of Life de G.B. Samuelson
- 1922 : If Four Walls Told de Fred Paul
- 1923 : The Right to Strike de Fred Paul
- 1923 : Married Love d'Alexander Butler
- 1923 : Castles in the Air de Fred Paul
- 1923 : Afterglow de G.B. Samuelson et Walter Summers
- 1923 : The Knockout d'Alexander Butler
- 1923 : Should a Doctor Tell ? d'Alexander Butler et P.J. Ramster
- 1924 : Face à l'ennemi (The Unwanted) de Walter Summers
- 1924 : The Eleventh Commandment de George A. Cooper
- 1924 : Abnégation (The Passionate Adventure) de Graham Cutts : Pamela
- 1924 : Quo vadis ?  de Georg Jacoby
- 1925 : Le Rapide de l'amour (Blitzzug der Liebe) de Johannes Guter
- 1925 : I Pagliacci de G.B. Samuelson et S.W. Smith
- 1925 : Der Farmer aus Texas de Joe May
- 1926 : If Youth But Knew de George A. Cooper
- 1926 : A Royal Divorce d'Alexander Butler
- 1926 : Liebe macht blind de Lothar Mendes
- 1926 : Die drei Kuckucksuhren de Lothar Mendes
- 1926 : Nitchevo de Jacques de Baroncelli
- 1927 : Après la guerre (Blighty) d'Adrian Brunel
- 1927 : Roses of Picardy de Maurice Elvey
- 1927 : As We Lie de Miles Mander
- 1927 : La Proie du vent de René Clair : la châtelaine
- 1927 : Le Masque de cuir (The Ring) d'Alfred Hitchcock : Nellie
- 1927 : Boadicée (Boadicea) de Sinclair Hill
- 1928 : The White Sheik de Harley Knoles
- 1928 : Laquelle des trois ? (The Farmer's Wife) d'Alfred Hitchcock : Aramintha Dench, la servante
- 1928 : Tommy Atkins de Norman Walker
- 1928 : Volga ! Volga ! de Victor Tourjanski
- 1929 : L'Amour aveugle (Liebe macht blind) de Lothar Mendes
- 1930 : Just for a Song de Gareth Gundrey
- 1931 : Her Reputation de Sidney Morgan (en)
- 1931 : Many Waters de Milton Rosmer